# العلاقات الألبانية السعودية
العلاقات الألبانية السعودية هي العلاقات الثنائية التي تجمع بين ألبانيا والسعودية.

## مقارنة بين البلدين
هذه مقارنة عامة ومرجعية للدولتين:
| وجه المقارنة                                              | ألبانيا                                                    | السعودية        |
| --------------------------------------------------------- | ---------------------------------------------------------- | --------------- |
| المساحة (كم2)                                             | 28.75 ألف                                                  | 2.25 مليون      |
| عدد السكان (نسمة)                                         | 3.02 مليون                                                 | 33.00 مليون     |
| الكثافة السكانية (ن./كم²)                                 | 105.04                                                     | 14.67           |
| العاصمة                                                   | تيرانا                                                     | الرياض، الدرعية |
| اللغة الرسمية                                             | اللغة الألبانية                                            | اللغة العربية   |
| العملة                                                    | ليك ألباني                                                 | ريال سعودي      |
| الناتج المحلي الإجمالي (بليون دولار)                      | 13.04 مليار                                                | 683.83 مليار    |
| الناتج المحلي الإجمالي (تعادل القوة الشرائية) بليون دولار | 33.17 مليار                                                | 1.69 تريليون    |
| الناتج المحلي الإجمالي الاسمي للفرد دولار أمريكي          | 3.94 ألف                                                   | 20.48 ألف       |
| الناتج المحلي الإجمالي للفرد دولار أمريكي                 | 11.11 ألف                                                  | 52.01 ألف       |
| مؤشر التنمية البشرية                                      | 0.764                                                      | 0.837           |
| رمز المكالمات الدولي                                      | +355                                                       | +966            |
| رمز الإنترنت                                              | .al                                                        | .sa             |
| المنطقة الزمنية                                           | توقيت وسط أوروبا، ت ع م+01:00، ت ع م+02:00، أوروبا/تيرانا ‏ | ت ع م+03:00     |

## منظمات دولية مشتركة
يشترك البلدان في عضوية مجموعة من المنظمات الدولية، منها:
| علم المنظمة | اسم المنظمة                               | تاريخ انضمام ألبانيا | تاريخ انضمام السعودية |
| ----------- | ----------------------------------------- | -------------------- | --------------------- |
|             | الاتحاد البريدي العالمي                   | ?                    | ?                     |
|             | مؤسسة التنمية الدولية                     | 15 أكتوبر 1991       | 30 ديسمبر 1960        |
|             | منظمة حظر الأسلحة الكيميائية              | ?                    | ?                     |
|             | منظمة التجارة العالمية                    | ?                    | 11 نوفمبر 2005        |
|             | الأمم المتحدة                             | 14 ديسمبر 1955       | 24 أكتوبر 1945        |
|             | وكالة ضمان الاستثمار متعدد الأطراف        | 15 أكتوبر 1991       | 12 أبريل 1988         |
|             | منظمة الشرطة الجنائية الدولية             | ?                    | 13 يونيو 1956         |
|             | مؤسسة التمويل الدولية                     | 15 أكتوبر 1991       | 18 سبتمبر 1962        |
|             | الاتحاد الدولي للاتصالات                  | 2 يونيو 1922         | 7 فبراير 1949         |
|             | البنك الدولي للإنشاء والتعمير             | 15 أكتوبر 1991       | 26 أغسطس 1957         |
|             | منظمة التعاون الإسلامي                    | ?                    | 25 سبتمبر 1969        |
|             | المركز الدولي لتسوية المنازعات الاستشارية | 14 نوفمبر 1991       | 7 يونيو 1980          |
|             | يونسكو                                    | 16 أكتوبر 1958       | 4 نوفمبر 1946         |

## أعلام
هذه قائمة لبعض الشخصيات التي تربطها علاقات بالبلدين:
- كمال أدهم (سياسي ومستشار و رجل أعمال سعودي، 1928 – 29 أكتوبر 1999)

## وصلات خارجية
- موقع وزارة الخارجية الألبانية
- موقع وزارة الخارجية السعودية